# Parti péroniste authentique
Le Parti péroniste authentique (Partido Peronista Auténtico) était un parti politique argentin fondé en mars 1974 par certains péronistes opposés à la droitisation du Parti justicialiste, en particulier sous l'influence de José Lopez Rega (extrême-droite). En raison d'une décision judiciaire, son nom fut modifié en Parti authentique, le Parti justicialiste s'octroyant le seul droit d'adjoindre à son nom le terme de « péronisme ». 
Présidé par Oscar Bidegain, gouverneur de la province de Buenos Aires de 1973 à 1974, les autres hauts responsables du parti incluaient: 
- Ricardo Obregón Cano (es), gouverneur de la province de Córdoba élu en 1973 mais qui fut déposé par un putsch policier en février 1974;
- l'ex-gouverneur de la province de Buenos Aires Andrés Framini, l'une des figures de l'opposition au dirigeant syndical Augusto Vandor[1];
- Rodolfo Puiggrós (es);
- Julio Suárez;
- Miguel Bonasso (es) (aujourd'hui député);
- et le poète Juan Gelman

Le Parti authentique obtint le 13 avril 1975 5 % des votes dans la province de Misiones, sur une liste commune avec le parti Tercera Posición. Il fut ensuite interdit, le 24 décembre 1975, par le gouvernement d'Isabel Perón. 
Le Parti fut dissous en 1977: la plupart de ses membres étaient alors en exil, à la suite du coup d'État de mars 1976 et à l'aggravation de la « guerre sale », et participèrent à la fondation, à Rome, le 20 avril 1977, du Movimiento Peronista Montonero.